# Dobra, Hạt Police
Dobra [ˈdɔbra], thông tục Dobra Szczecińska, (tiếng Đức: Daber)  là một ngôi làng ở Hạt cảnh sát, West Pomeranian Voivodeship, ở phía tây bắc Ba Lan, gần biên giới Đức. Đó là chỗ ngồi của gmina (khu hành chính) được gọi là Gmina Dobra. Nó nằm khoảng 14 kilômét (9 mi) phía tây nam của Cảnh sát và 16 km (10 mi) phía tây bắc của thủ đô khu vực Szczecin.
Làng có dân số 950 người.